# 艾林巴克殲滅戰
艾林巴克殲滅戰，指發生在1944年抗日戰爭期間暴發伊寧事變期间，國軍在伊宁县最後據點艾林巴克飛機場（國軍中央航空分校教導總隊）被俄軍和其支持的东突武装全部殲滅的戰鬥。國軍與漢族平民由原先7千多人歷經三個月的戰鬥殘餘平民數百人，國軍預備第七師师长杜德孚在1945年2月率殘部突圍失敗自戕，參謀長曹日靈、團長彭俊業戰死，國軍因餓死或遭擊斃死傷殆盡，確立了伊寧縣全境由東突厥斯坦共和國統治。

## 東突建國的輿論支持
1934年5月2日，中國共產黨在〈鬥爭〉報發表了〈中國的民族問題〉：

新疆居民的三分之二是維吾爾、厄魯特等民族的蒙古人、哈薩克族准噶爾人，而新疆省作為漢人的殖民地（遭中華民國佔領），在軍事封建剝削基礎上受他人管理……中國共產黨無條件承認新疆各民族享有自由建立獨立國家的權利。

但現在，漢族資產階級剝削者（國民政府）和帝國主義（英國、日本）代理人正在利用民族間關係的複雜性挑撥離間各民族以謀求自身利益。……中國共產黨反對那樣的「民族自決」。在這樣的「民族自決」下各民族繼續受到封建寄生蟲的領導，成為互相壓迫的帝國主義的幫凶，是在從事冒險活動
。

約1944年，民間自發性成立東突厥民族解放組織（The National Freedom Group）發表了〈我們為什麼要奮鬥〉（Why we are fighting）

中國人從戈壁沙漠對面遙遠的中國入侵我們的東突厥斯坦，利用我們渴望和平的心理和誠實，用軍隊和皮鞭獲得統治權。他們壓迫我們比對待家畜還要殘酷。他們是世界上最落後的民族，不能帶給我們幸福快樂的生活，不能提高我們的文化教育水平，不能改善人民過去的生活狀況。相反，漢人掠奪我們，像對待奴隸一樣對待我們，把我們當成文盲推入黑暗中。

1937-38年，盛世才轉向民族屠殺政策，開始法西斯主義統治。這種法西斯主義把所有愛好和平與自由的人們都看作敵人，盛世才和他周圍的漢人認為東突厥斯坦民眾都是敵人或下等民族，使用各種殘暴的方式壓迫我們。和加·尼亞孜、賽里甫汗等大約四百位領袖被逮捕、審訊、殺害……為了終止殘暴統治，為了我們人民的自由，戰士們在友情和正確的指導下應該團結起來
。

## 雙方部隊
蘇聯

伊斯哈克別克·穆努諾夫在1944年10月塔什庫爾干暴亂（蒲犁革命）成功後，與蘇聯人波里諾夫攻入伊犁地区伊宁县的艾林巴克機場。